# Lipthay Sándor (ügyvéd)
Lubellei és kisfaludi Lipthay Sándor István János László (Ipolyszécsényke, 1793. augusztus 15. – Pest, 1870. november 7.) bölcseleti és jogi doktor, császári és királyi udvari tanácsos és ügyvéd.

## Élete
A nemesi származású lubellei és kisfaludi Lipthay család sarja. Lipthay Sándor (1767-1828), Hont vármegye alispánja, királyi tanácsos, királyi tanácsos, és tésai Foglár Anna fia. Egyetemi jogi tanulmányait elvégezve, ügyvéd és a konzervativ párt egyik fővezére volt Pesten. A Nemzeti Ujság című politikai lap, mely a Hazai s Külföldi Tudósításokból alakult át, 1845. január 2-től az ő vezetése alatt jelent meg (szerkesztette Illucz Oláh János) 1848. április 28-ig, amikor a laptól megvált és maglódi birtokára vonult, ahol a gazdászatnak és tudományoknak élt. A Gyűlde nevű konzervatív politikai klub alapítója és vezetője volt.

## Munkája
- Az ellenzék sérelmei. A részek visszakapcsolása, a horvát ügy és a honti sérelem érdekében. Pest, 1847. (A Nemzeti Ujságban 1846. márciustól 1847. áprilisig megjelent cikkei némi módosításokkal és rövidítésekkel: Deák Ferencz és a zalai körlevél, Erdély és a kapcsolt részek.)

## Házassága és gyermekei
Felesége lindenavi Pellikán Vilma volt. Házasságukból született:
- Lipthay Lajos királyi kamarás
- Lipthay Alexandrine
- Lipthay Pál
- Lipthay Apollonia